# Мокросавалеевское сельское поселение
Мокросавалеевское се́льское поселе́ние — муниципальное образование в Буинском районе Татарстана Российской Федерации.
Административный центр — село Мокрая Савалеевка.

## История
Статус и границы сельского поселения установлены Законом Республики Татарстан от 31 января 2005 года № 17-ЗРТ «Об установлении границ территорий и статусе муниципального образования "Буинский муниципальный район" и муниципальных образований в его составе».

## Население
| 2010 | 2011 | 2012 | 2013 | 2014 | 2015 | 2016 |
| ---- | ---- | ---- | ---- | ---- | ---- | ---- |
| 789  | ↘785 | ↘775 | ↘750 | ↘742 | ↘728 | ↘719 |
| 2017 | 2018 |      |      |      |      |      |
| ↘704 | ↘681 |      |      |      |      |      |

## Состав сельского поселения
| № | Населённый пункт  | Тип населённого пункта       | Население |
| - | ----------------- | ---------------------------- | --------- |
| 1 | Ембулатово        | село                         |           |
| 2 | Курбаш            | посёлок                      |           |
| 3 | Мокрая Савалеевка | село, административный центр |           |
| 4 | Отрада            | деревня                      |           |
| 5 | Протопопово       | деревня                      |           |